# Emesis tegula
Emesis tegula is een vlindersoort uit de familie van de prachtvlinders (Riodinidae), onderfamilie Riodininae.
Emesis tegula werd in 1886 beschreven door Godman & Salvin.